# Manilkara bidentata
Manilkara bidentata là một loài thực vật có hoa trong họ Hồng xiêm. Loài này được (A.DC.) A.Chev. mô tả khoa học đầu tiên năm 1932.

## Hình ảnh

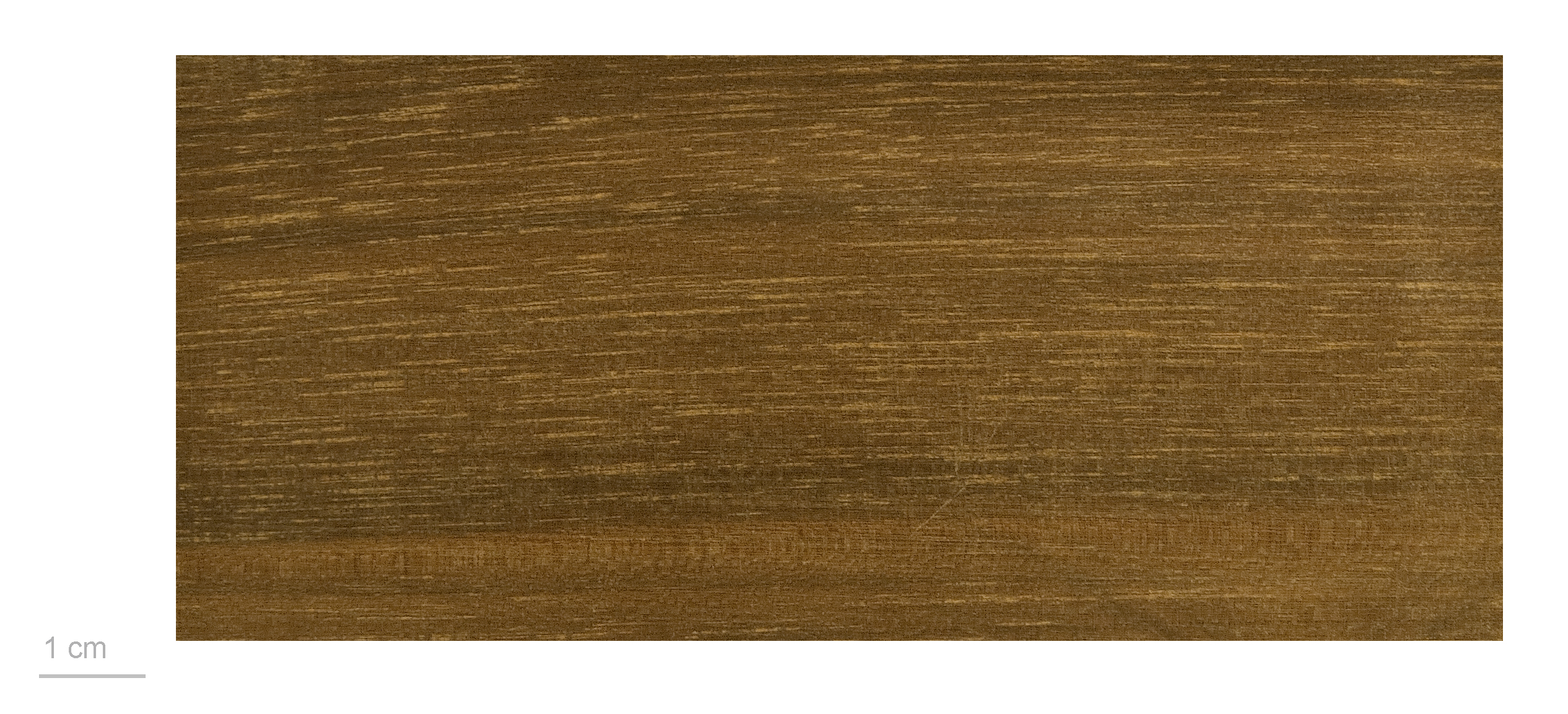
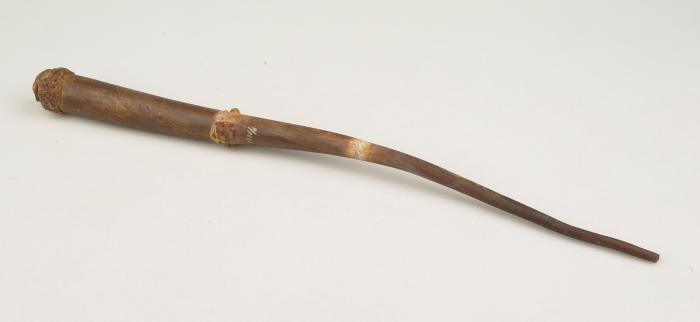